# Верхние Кугурешты
Верхние Кугурешты также Кухурештий де Сус (рум. Cuhureştii de Sus) — село в Флорештском районе Молдавии. Является административным центром коммуны Верхние Кугурешты, включающей также сёла Николаевка, Ункитешты и ж/д станцию Ункитешты.

## География
Село расположено на высоте 226 метров над уровнем моря.

## Население
По данным переписи населения 2004 года, в селе Кухурештий де Сус проживает 1621 человек (794 мужчины, 827 женщин).
Этнический состав села:
| Национальность | Число жителей | Процентный состав |
| -------------- | ------------- | ----------------- |
| молдаване      | 1562          | 96,36             |
| украинцы       | 38            | 2,34              |
| русские        | 11            | 0,68              |
| румыны         | 9             | 0,56              |
| болгары        | 1             | 0,06              |
| Всего          | 1621          | 100 %             |